# Jorma Kinnunen

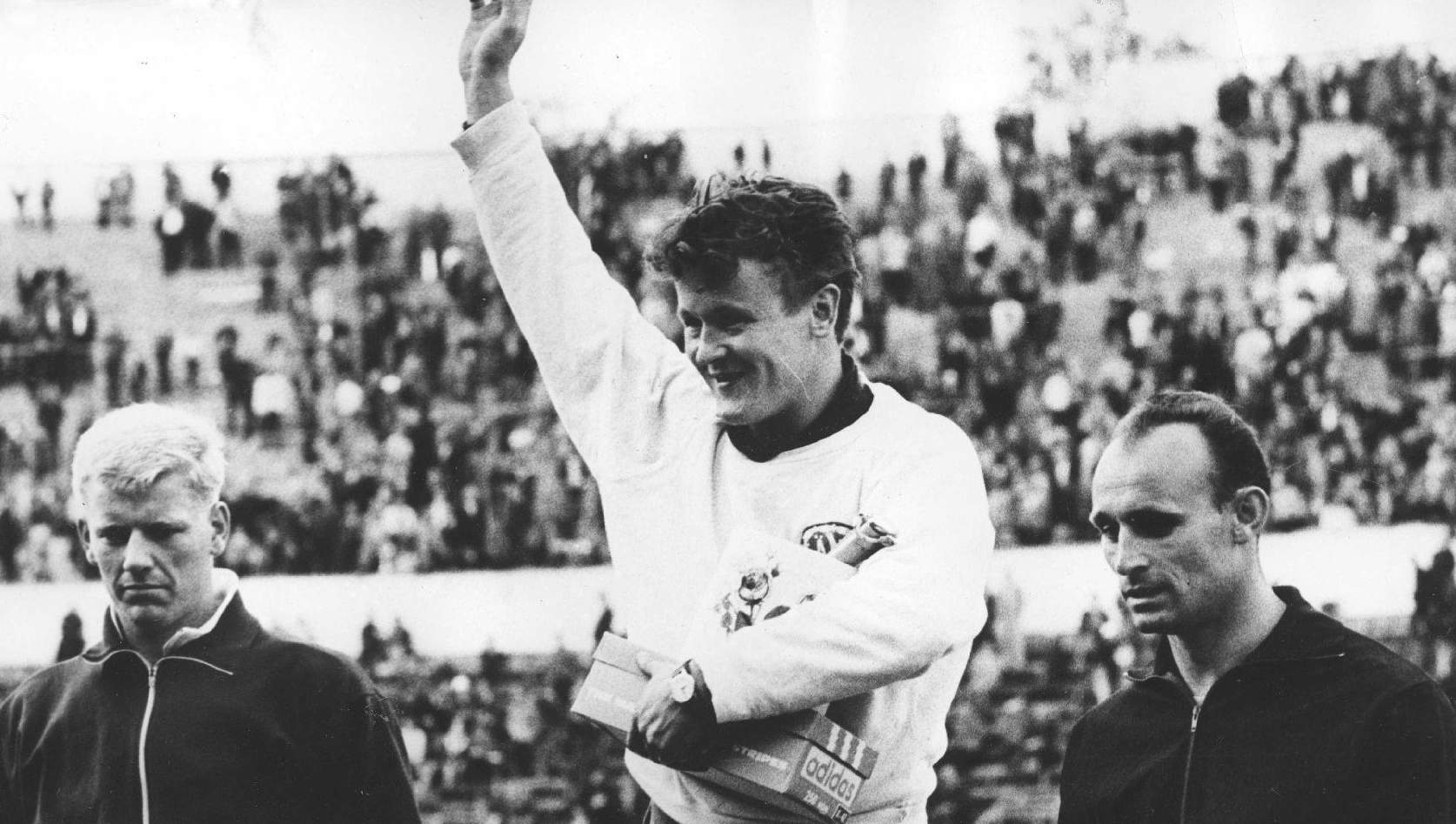

Jorma Vilho Paavali Kinnunen (Pihtipudas, 15 de dezembro de 1941) é um ex-atleta finlandês de lançamento de dardo que participou dos Jogos Olímpicos de Verão de 1968, obtendo uma medalha de prata.